# Czarne skrzydła (film)
Czarne skrzydła – polski czarno-biały film obyczajowy z 1962 roku, w reżyserii Ewy i Czesława Petelskich. Pierwowzorem scenariusza do filmu była powieść Juliusza Kaden-Bandrowskiego pt. Czarne skrzydła.
Lokacje: Chorzów, Będzin, Ruda Śląska, Lipiny, Świętochłowice.

## Opis fabuły
Do górników jednej z kopalni w Zagłębiu Dąbrowskim dociera wiadomość o planowanych zwolnieniach. Górnicy postanawiają zorganizować strajk. Jeden z lokalnych posłów stara się temu zapobiec. Francuski właściciel kopalni podejmuje niebezpieczną decyzję - każe górnikom pracować na terenie zagrożonym pożarem. Niespodziewanie następuje wybuch. Górnicy dokonują samosądu nad Coeurem, a ich manifestacja, w czasie której niosą ciała ofiar katastrofy, zostaje brutalnie stłumiona przez policję.

## Obsada aktorska[1]
- Kazimierz Opaliński jako Feliks Kostryń, dyrektor kopalni
- Czesław Wołłejko jako dyrektor Coeur
- Zdzisław Karczewski jako poseł Antoni Mieniewski
- Wojciech Siemion jako sygnalista Jan Duś
- Beata Tyszkiewicz jako Zuza, córka Kostryniów
- Stanisław Niwiński jako Tadeusz, syn Mieniewskiego
- Maria Homerska jako Kostryniowa
- Zbigniew Koczanowicz jako Martyzel
- Tadeusz Fijewski jako geometra Falkiewicz
- Józef Łodyński jako Koza, sekretarz związku zawodowego
- Helena Dąbrowska jako Knote
- Edward Wichura jako komendant policji, porucznik Kapuścik
- Michał Leśniak jako górnik

## Nagrody
- Srebrny medal dla Ewy i Czesława Petelskich na Międzynarodowym Festiwalu Filmowym w Moskwie w 1963 roku[2].